# Lac Otisco
Pour les articles homonymes, voir Otisco.

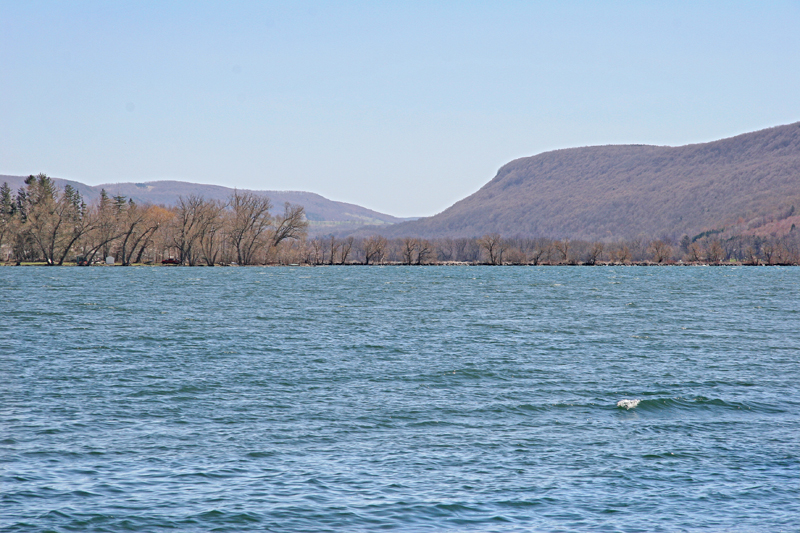
Otisco Lake

Le lac Otisco (Otisco Lake) est le lac le plus à l'est des Finger Lakes, dans le comté d'Onondaga. 
Sa superficie est de 8,29 km2. D'origine glaciaire, il est de forme allongée et mesure environ 8,7 km de long. Sa profondeur maximum est de 23 m (76 pieds).